# نئا اریترایا
شهر نئا اریترایا در استان آتیک در کشور یونان واقع شده است که دارای جمعیت ۱۶٬۹۵۷  نفر می‌باشد.